# Patrick Müller (ciclista)
Patrick Müller (Zurigo, 18 aprile 1996) è un ex ciclista su strada e pistard svizzero, attivo come Under-23/Elite dal 2015 al 2019 e vincitore della Volta Limburg Classic 2019.

## Palmarès

### Strada
- 2013 (Juniores)

Berner Rundfahrt Junior
3ª tappa Tour du Pays de Vaud (Nyon > Carrouge)
Campionati svizzeri, Prova in linea Junior
- 2014 (Juniores)

3ª tappa Tour du Pays de Vaud (Treytorrens > Grandcour)
Campionati svizzeri, Prova in linea Junior
- 2015 (BMC Development Team, una vittoria)

Campionati svizzeri, Prova in linea Under-23
- 2016 (BMC Development Team, una vittoria)

Giro del Belvedere
- 2017 (BMC Development Team, una vittoria)

Bruxelles-Opwijk
- 2019 (Vital Concept-B&B Hotels, una vittoria)

Volta Limburg Classic

#### Altri successi
- 2014 (Juniores)

Classifica a punti Tour du Pays de Vaud
- 2016 (BMC Development Team)

1ª tappa Giro della Valle d'Aosta (Pont-Saint-Martin > Montjovet, cronosquadre)
- 2014 (Vital Concept-B&B Hotels)

Classifica giovani Circuit de la Sarthe

### Pista
- 2012

Campionati svizzeri, Velocità a squadre (con Chiron Keller e Jan Keller)
- 2013

Campionati svizzeri, Omnium Junior
Campionati svizzeri, Velocità a squadre (con Reto Müller e Jan Keller)
- 2015

Campionati svizzeri, Velocità a squadre (con Andreas Müller e Reto Müller)
- 2017

Campionati svizzeri, Inseguimento a squadre (con Claudio Imhof, Reto Müller, Lukas Rüegg e Nico Selenati)

## Piazzamenti

### Classiche monumento
- Giro delle Fiandre

2018: 71º
- Liegi-Bastogne-Liegi

2019: ritirato
- Giro di Lombardia

2019: 96º

### Competizioni mondiali
- Campionati del mondo su pista

Glasgow 2013 - Inseguimento a squadre Junior: 6º
Glasgow 2013 - Omnium Junior: 13º
Glasgow 2013 - Americana Junior: 7º
Seul 2014 - Inseguimento a squadre Junior: 10º
Seul 2014 - Americana Junior: 7º
- Campionati del mondo su strada

Toscana 2013 - Cronometro Junior: 44º
Toscana 2013 - In linea Junior: 48º
Richmond 2015 - In linea Under-23: 79º
Doha 2016 - In linea Under-23: 130º
Bergen 2017 - In linea Under-23: 12º
Innsbruck 2018 - In linea Under-23: 9º

### Competizioni europee
- Campionati europei su pista

Anadia 2013 - Inseguimento a squadre Junior: 3º
Anadia 2013 - Inseguimento individuale Junior: non partito
Anadia 2013 - Corsa a punti Junior: 11º
Anadia 2013 - Americana Junior: 7º
Anadia 2014 - Inseguimento a squadre Junior: 3º
Anadia 2014 - Inseguimento individuale Junior: 16º
Anadia 2014 - Corsa a punti Junior: 18º
Anadia 2014 - Americana Junior: 2º
Atene 2015 - Inseguimento a squadre Under-23: 2º
Atene 2015 - Scratch Under-23: 16º
Atene 2015 - Americana Under-23: 9º
- Campionati europei su strada

Nyon 2014 - In linea Junior: 28º
Tartu 2015 - In linea Under-23: 21º
Plumelec 2016 - In linea Under-23: 10º